# Guillermo del Toro
Guillermo del Toro (Guadalajara, Jalisco, 1964. október 9.) háromszoros Oscar-díjas, valamint Golden Globe- és Arany Oroszlán díjas mexikói filmrendező, producer és forgatókönyvíró.

## Élete
Katolikus nagyanyja nevelte fel (később úgy nyilatkozott, hogy aki egyszer katolikus volt, az mindig az is marad, ugyanakkor elárulta szimpátiáit a taoizmus iránt is). Az Instituto de Cienciasban tanult. A filmkészítéssel már gyermekkorában kapcsolatba került, első filmjét 1986-ban forgatta. Ekkor már majdnem tíz évet dolgozott a make-up szakmában és az 1980-as évek elején még saját szolgáltató céget is alapított, Necropia néven és egyik alapítója volt a guadalajarai mexikói filmfesztiválnak is. Később filmgyártó céget hozott létre Tequile Gang néven.
1998-ban édesapját elrabolták Mexikóban, és ez hozzájárult ahhoz az elhatározásához, hogy külföldre költözzön. A kaliforniai Westlake Village-ben él, Los Angeles egyik alvóvárosában. Felesége (főiskolai szerelme) Lorenza Newton, két lányuk van, Mariana és Marisa.
Közeli barátai Alfonso Cuarón és Alejandro González Iñárritu mexikói rendezők. Ők hárman gyakran befolyásolják egymás rendezői döntéseit, Cuarón A faun labirintusa egyik társproducere volt, és interjút is adtak hármasban (Charlie Rose-nak). 2007 elején mindhármukat Oscar-díjra jelölték: del Torót A faun labirintusa forgatókönyvéért, Cuarónt Az ember gyermeke (Children of Men) forgatókönyvéért, Iñárritut a Bábel rendezéséért és producereként.

## Filmjei
Sokféle filmműfajban próbált szerencsét a képregény adaptációtól (Pokolfajzat, Penge 2.) a fantasyn keresztül a horrorfilmig.
A kritikusok által legtöbbre tartott filmjei az Ördöggerinc (spanyolul El espinazo del diablo, angolul The Devil's Backbone, 2001) és a háromszoros Oscar-díjas mű, A faun labirintusa (El laberinto del fauno, angolul Pan's Labyrinth, 2006). Mindkettő Spanyolországban játszódik, a spanyol polgárháború után, Francisco Franco diktatúrája idején.
Mint interjúiban és nyilatkozataiban maga del Toro is bevallotta, rendezőként vonzódik a szörnyetegekhez, filmjeiben gyakran és változatos formákban szerepelnek.
Azok közt a művészek közt, akik hatást gyakoroltak rá, említi Arthur Machent, Lord Dunsany, Clark Ashton Smitht és Jorge Luis Borgest.
2007 októberében fejezte be az Etyek melletti Korda Filmstúdiókban, azaz Etyekwoodban a Pokolfajzat című képregényből készült azonos című film második részét.

## Válogatott filmográfia
| Év   | Magyar cím                     | Eredeti cím                 | Forgalmazó                                   |
| ---- | ------------------------------ | --------------------------- | -------------------------------------------- |
| 1993 | Cronos                         | Cronos                      | October Films                                |
| 1997 | Mimic – A júdás faj            | Mimic                       | Miramax Films                                |
| 2001 | Ördöggerinc                    | The Devil's Backbone        | Warner Bros. Pictures Sony Pictures Classics |
| 2002 | Penge 2.                       | Blade II                    | New Line Cinema                              |
| 2004 | Pokolfajzat                    | Hellboy                     | Sony Pictures Releasing                      |
| 2006 | A faun labirintusa             | Pan's Labyrinth             | Warner Bros. Pictures                        |
| 2008 | Hellboy II. – Az aranyhadsereg | Hellboy II: The Golden Army | Universal Pictures                           |
| 2013 | Tűzgyűrű                       | Pacific Rim                 | Warner Bros. Pictures                        |
| 2015 | Bíborhegy                      | Crimson Peak                | Universal Pictures                           |
| 2017 | A víz érintése                 | The Shape of Water          | Fox Searchlight Pictures                     |
| 2021 | Rémálmok sikátora              | Nightmare Alley             | Searchlight Pictures                         |
| 2022 | Pinokkió                       | Pinocchio                   | Netflix                                      |

## Művei magyarul
- Guillermo del Toro–Chuck Hoganː The strain. A kór. A Kór-trilógia I. könyv; ford. Molnár Edit; Könyvmolyképző, Szeged, 2010 (Sötét örvény)
- Guillermo del Toro–Chuck Hoganː The fall. A bukás. A kór-trilógia II. könyv; ford. Molnár Edit; Könyvmolyképző, Szeged, 2011 (Sötét örvény)
- Guillermo del Toro–Chuck Hoganː The night eternal. Örök sötétség. A Kór-trilógia III. könyv; ford. Molnár Edit; Könyvmolyképző, Szeged, 2012 (Sötét örvény)
- Guillermo del Toro–Daniel Krausː Trollvadászok; ford. Seres József; Könyvmolyképző, Szeged 2015 (Kaméleon könyvek)
- Guillermo del Toro–Daniel Krausː A víz érintése; ford. Hadarics Piroska; Édesvíz, Bp., 2018

## Díjai
- Arany Oroszlán díj, 2017[7]
- Oscar-díj a legjobb rendezőnek 2018, A víz érintése című film rendezésért.[8]